# 스마트윙스
스마트윙스(영어: Smartwings)는 체코의 최대 항공사이자 저비용 항공사로 과거 트래블 서비스란 회사명으로 운영되었다. 허브 공항은 프라하 바츨라프 하벨 국제공항이고 계절성 노선과 전세 노선을 주로 운영하며 체코 항공을 모기업으로 두고 있으며, 동유럽에 자회사를 두고 있다.

## 역사
1997년, 트래블 서비스는 주로 체코 여행사를 위한 전세기 운항에 주력하였으며, 투폴레프 Tu-154M을 첫 항공기로 운항을 시작, 이후 2000년, 보잉 737-400을 인도하였으며 그 이후로 주로 보잉 항공기를 운항하고 있다.
2004년, 트래블 서비스는 저비용 브랜드인 스마트윙스를 출범, 1년 후에는 약 230만명. 2014년에는 430만 명의 승객수송량을 기록하였다, 2017년, 트래블 서비스는 브랜스를 현재의 스마트윙스로 단일화, 이전하였으며 2024년, 체코항공의 운영과 브랜드를 인수하였다.

## 보유 기종

### 현재 운영 중인 기종
- 2025년 2월 기준으로 스마트윙스는 다음과 같이 보유하고 있으며 평균기령은 9.6년이다.[1]